# 智能製造
智能制造（英語：Smart manufacturing）是指引入電腦整合製造以及数字信息技术的制造业。智能工厂就是典型的智能製造。智能製造中有可互操作的系统、智能自动化机器人、强大的网络安全以及联网的传感器。